# 아양중학교
아양중학교 (峨洋中學校)는 대구광역시 동구 신암동에 있었던 공립 중학교이다.

## 학교 연혁
- 1980년 12월 15일 : 대도여자중학교 설립인가(45학급)
- 1981년 3월 1일 : 초대 장희태 교장 취임
- 1981년 3월 5일 : 제1회 입학식(15학급 1,028명)
- 1984년 2월 20일 : 제1회 졸업식(1,023명)
- 1987년 3월 1일 : 교명 변경(대도여자중학교 → 신암여자중학교)
- 2001년 6월 1일 : 학교 급식소 완공, 급식실시
- 2002년 4월 30일 : 펜싱․양궁장 준공
- 2003년 3월 1일 : 교명 변경(신암여자중학교 → 아양중학교) , 남여 공학
- 2011년 2월 1일 : 교지 ‘아양누리’ 창간호 발간
- 2011년 4월 29일 : 청운관(강당) 개관(2010.7.14.착공)
- 2012년 9월 1일 : 제16대 임흥준 초빙 교장 취임
- 2016년 2월 3일 : 제33회 졸업식(4반 111명, 누계 17,501명)
- 2016년 3월 2일 : 2016학년도 입학식(3반 76명)
- 2017년 1월 4일 : 제34회 졸업식
- 2017년 3월 2일 : 신암중학교와 함께 신아중학교로 통합하여 , 신아중학교 건물로 사용.[1], 36년만에 폐업

## 참고 자료
- 아양중학교 - 한국교육학술정보원 학교알리미